# Поморцева, Екатерина Даниловна
Екатерина Даниловна Поморцева (14 ноября 1901—28 апреля 1983) — передовик советского сельского хозяйства, звеньевая колхоза «Память Чкалова» Мариинского района Кемеровской области, Герой Социалистического Труда (1949).

## Биография
Родилась в 1901 году в селе Баим, ныне Мариинского района Кемеровской области.
Получила начальное образование. В 1930 году с семьёй переехала в село Раздольное Мариинского района. Здесь же вступила в колхоз и трудоустроилась работать в полеводческую бригаду. Более 30 лет проработала сначала простой колхозницей, а затем звеньевой. Её звено добивалось высоких урожаев картофеля. В 1948 году на небольшой площади в 3 гектара было собрано 583 центнера с одного гектара.
Указом Президиума Верховного Совета СССР от 16 мая 1949 года за выдающиеся производственные достижения Екатерине Даниловне Поморцевой было присвоено звание Героя Социалистического Труда с вручением ордена Ленина и медали «Серп и Молот».
С 1950 года звеньевая в колхозе имени М.И.Калинина Мариинского района. В этом же году вступила в КПСС.
Лауреат ВДНХ (1954), депутат Верховного Совета СССР (1954). Избиралась депутатом районного совета, членом Мариинского горкома и Кемеровского обкома КПСС.
Воспитала 3 детей. Среди них — Анатолий Александрович Поморцев (1930—2003) — известный политический деятель Кузбасса, затем работал в Москве заместителем Министра сельского хозяйства СССР; дважды кавалер ордена Трудового Красного Знамени и ордена «Знак Почёта».
Работала в колхозе до выхода на заслуженный отдых.
Жила в селе Раздольное. Умерла 28 апреля 1983 году, «была с почестями похоронена на кладбище пос. Раздольный».

## Награды
- золотая звезда «Серп и Молот» (16.05.1949)
- орден Ленина (16.05.1949)
- другие медали[1].